# 1-й Сибирский понтонный батальон (Российская империя)
1-й Сибирский Понтонный батальон — инженерная войсковая часть Российской императорской армии.
Праздник части — 9 (22) мая. Старшинство по состоянию на 1914: 27 февраля (11 марта) 1904.

## История
Сформирован 27 февраля (11 марта) 1904 из роты 6-го и полурот 1-го и 8-го (расформированного в 1910) понтонных батальонов как Восточно-Сибирский понтонный батальон.
С 8 (21) декабря 1904 — 1-й Восточно-Сибирский понтонный батальон.
25 марта (7 апреля) 1907 пожалованы нагрудные знаки для офицеров и головные знаки для нижних чинов с надписью «За отличие в войну с Японией в 1904 и 1905 годах».
С 25 марта (7 апреля) 1910 — 1-й Сибирский понтонный батальон.

## Знаки отличия части к 1914
- Знаки нагрудные для офицеров и головные для нижних чинов с надписью «За отличие в войну с Японией в 1904 и 1905 годах» (ВП от 25.03.1907, грамота на знаки от 21.05.1907[1]).

Знамён понтонным частям не полагалось.

## Известные люди, служившие в батальоне
- Данилевич, Гервасий Юлианович